# 붕사
붕사(硼砂)는 붕소 화합물이다. 굳어진 붕사는 하얀색이고, 물에 쉽게 용해되는 무색의 부드러운 수정으로 구성돼 있다. 붕사는 여러 용도로 쓰인다. 세제, 화장품, 법랑 등에 쓰인다. 또한 완충용액, 방염, 항균제 등에서 쓰인다. 영세소규모 금 채광에서 붕사를 이용해 수은 대신 사용하는 방법이 있다. 1900년대 필리핀에서 많은 채광자들이 붕사를 사용하였다.
붕사는 영어로 'Borax"인데, 이는 아랍어 būraq (بورق)에서 유래된 말로, '하얗다'는 의미이다.

## 같이 보기
- 수소화 붕소 나트륨